# نادي التاجي
نادي التاجي الرياضي هو أحد أندية الدوري العراقي تأسس عام 2003  يلعب في الدوري العراقي الدرجه الاولى ، يقع مقره في محافظة بغداد.